# Letoia
Letoia — род аранеоморфных пауков (Araneomorphae) из подсемейства Amycinae в семействе пауков-скакунов (Salticidae), включающий всего один вид Letoia ephippiata. Letoia ephippiata является эндемиком Венесуэлы.

## Этимология
Видовое название произошло от слова др.-греч. ephippi-, что означает „седло“.